# Mammillaria pennispinosa
Mammillaria pennispinosa Krainz, es una especie perteneciente a la familia Cactaceae. 

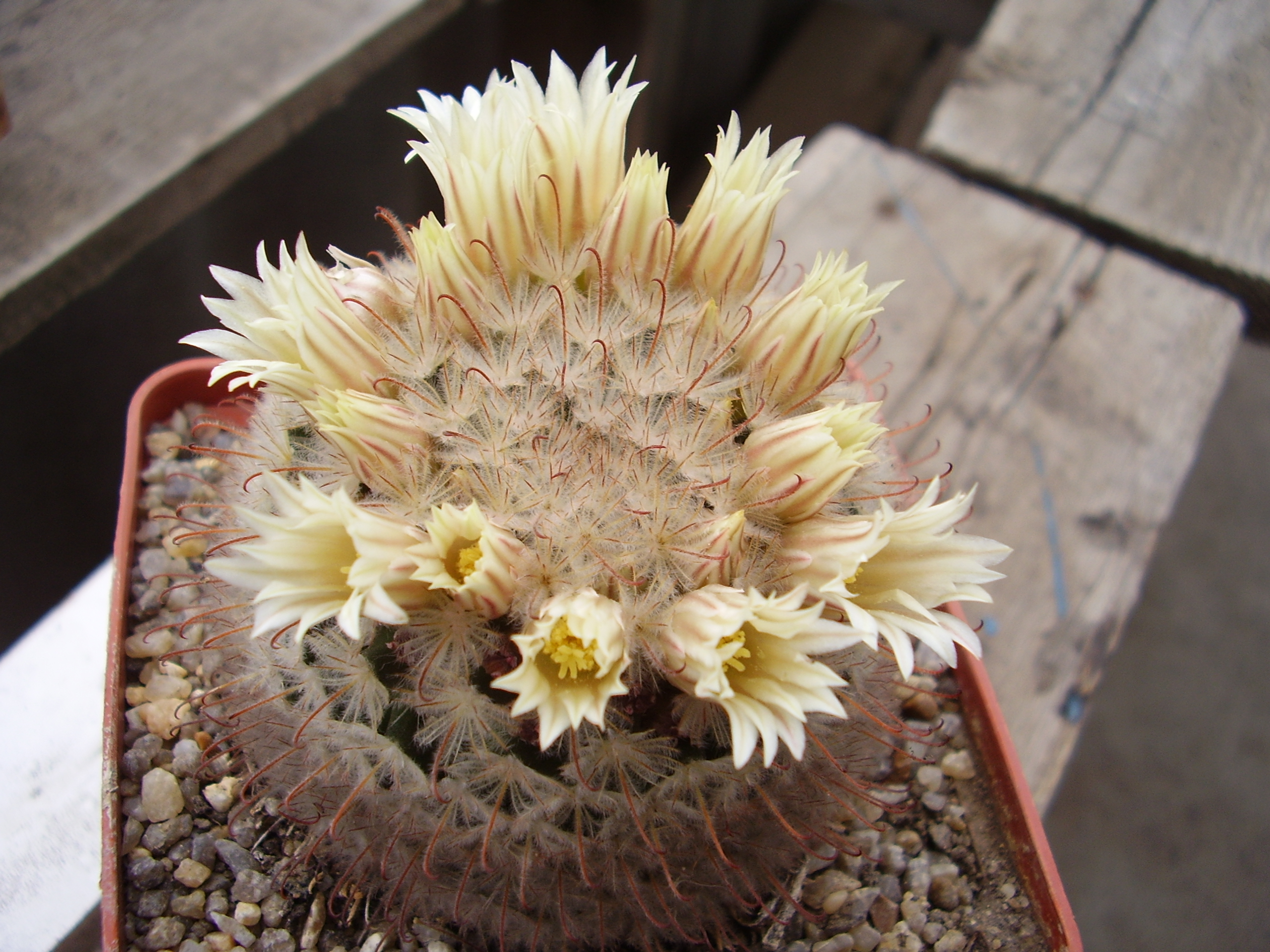
Flores

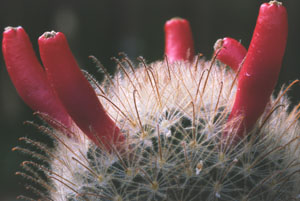
Frutos

## Distribución
Es endémico de Coahuila de Zaragoza y Durango en México. Su hábitat natural son los áridos desiertos.

## Descripción
Mammillaria pennispinosa crece individualmente o posteriormente forma grupos y tiene una gruesa raíz principal. Los tallos esféricos alcanzan un tamaño de 3-4 centímetros de altura y el mismo diámetro. Las cilíndricas costillas son flácidas carnosas y suaves. No contienen látex. Las axilas son inicialmente lanudas. Los 1-3 espinas centrales son de pelusas peludas rojas parduscas, y amarillas en la base. Miden de 10 a 12 milímetros de largo. Una de las espinas centrales en forma de gancho. Las 16 a 20 espinas radiales son delgadas, rectas, pelusas como pelos blanco grisáceos  a amarillo o anaranjado o rojizo  y de 5 a 8 milímetros de largo. Las blancas flores tienen una franja media de color rosa. Miden hasta 1,5 centímetros de largo y el mismo diámetro. Los rojos frutos son de 1 a 1,5 centímetros de largo y contienen semillas negras .

## Taxonomía
Mammillaria pennispinosa fue descrita por Hans Krainz y publicado en Sukkulentenkunde 2: 20. 1948.
Etimología
Mammillaria: nombre genérico que fue descrita por vez primera por Carolus Linnaeus como Cactus mammillaris en 1753, nombre derivado del latín mammilla = tubérculo, en alusión a los tubérculos que son una de las características del género.
pennispinosa: epíteto latíno que significa "espinas coriáceas"
Variedades aceptadas
- Mammillaria pennispinosa subsp. brachytrichion (Lüthy) U. Guzmán
- Mammillaria pennispinosa subsp. nazasensis (Glass & R. Foster) D.R. Hunt

Sinonimia
- Phellosperma pennispinosa